# Jean-Baptiste Faget
Pour les articles homonymes, voir Faget (homonymie).
Jean-Baptiste Faget, capitaine de navire et négociant, était l'un des réfugiés français installés à Cuba puis à La Nouvelle-Orléans au début du XIXe siècle, après avoir fui la révolution haïtienne.
Son père, boulanger de profession, était venu de Marmande à Saint-Domingue en  1770 où il fonde une famille créole de Port-de-Paix et anime les réseaux de franc-maçonnerie.  Jean-Baptiste Faget a épousé Marguerite Antoinette Laraillet à Port-de-Paix. Sa famille s'installe à en 1802, mais lui continue à arpenter les océans. Le 16 avril 1804, installé à Cuba, il témoigne avoir été attaqué par des pirates haïtiens, dans une opération qui a coûté la vie à des marins.
Après avoir été l'un des réfugiés français de Saint-Domingue à Cuba, il s'installe en 1809 à La Nouvelle-Orléans, où il participe à la fondation de la société philharmonique et devient l'un des réfugiés français de Saint-Domingue en Amérique. 
Son fils, le docteur Jean-Charles Faget, né à La Nouvelle-Orléans le 26 juin 1818, fera des études en France et deviendra un célèbre physicien et chercheur en médecine, après son retour en 1844 à La Nouvelle-Orléans.